# Octobre 1826

## Événements
- 14 octobre : mutinerie d’une compagnie de grenadiers britanniques en Assam. Prétextant les conditions climatiques, ils refusent de marcher contre les Birmans. La cour martiale condamne à mort des officiers.

## Naissances
- 18 octobre : Eugène Arnaud (mort en 1905), pasteur, archéologue et historien français.

## Décès
- 8 octobre : Marie-Guillemine Benoist, peintre française (° 1768).
- 19 octobre : François-Joseph Talma, acteur français (° 1763).
- 25 octobre : Philippe Pinel (né en 1745), aliéniste français.